# Phlebiopsis
Phlebiopsis is een geslacht van schimmels behorend tot de familie Phanerochaetaceae. De typesoort is Phlebiopsis gigantea.

## Soorten
Volgens Index Fungorum telt het geslacht 32 soorten (peildatum maart 2023):
| Soortnaam                             | Auteur(s)                                           | Publicatiejaar |
| ------------------------------------- | --------------------------------------------------- | -------------- |
| Phlebiopsis afibulata                 | (G. Cunn.) Stalpers                                 | 1985           |
| Phlebiopsis alba                      | (Sang H. Lin & Z.C. Chen) C.C. Chen & Sheng H. Wu   | 2021           |
| Phlebiopsis albescens                 | Y.N. Zhao & S.H. He                                 | 2021           |
| Phlebiopsis amethystea                | (Hjortstam & Ryvarden) R.S. Chikowski & C.R.S. Lira | 2020           |
| Phlebiopsis bambusicola               | (Berk. & Broome) Nakasone & S.H. He                 | 2021           |
| Phlebiopsis bicornis                  | Douanla-Meli                                        | 2009           |
| Phlebiopsis brunnea                   | Y.N. Zhao & S.H. He                                 | 2020           |
| Phlebiopsis brunneocystidiata         | (Sheng H. Wu) Miettinen                             | 2016           |
| Phlebiopsis castanea                  | (Lloyd) Miettinen & Spirin                          | 2016           |
| Phlebiopsis crassa                    | (Lév.) Floudas & Hibbett                            | 2015           |
| Phlebiopsis cylindrospora             | Y.N. Zhao & S.H. He                                 | 2021           |
| Phlebiopsis darjeelingensis           | Dhingra                                             | 1987           |
| Phlebiopsis dregeana                  | (Berk.) Nakasone & S.H. He                          | 2021           |
| Phlebiopsis erubescens                | Hjortstam & Ryvarden                                | 2005           |
| Phlebiopsis flavidoalba               | (Cooke) Hjortstam                                   | 1987           |
| Phlebiopsis friesii                   | (Lév.) Spirin & Miettinen                           | 2016           |
| Phlebiopsis galochroa                 | (Bres.) Hjortstam & Ryvarden                        | 1980           |
| Phlebiopsis gigantea (Dennenharszwam) | (Fr.) Jülich                                        | 1978           |
| Phlebiopsis griseofuscescens          | (Reichardt) Nakasone & S.H. He                      | 2021           |
| Phlebiopsis lacerata                  | C.L. Zhao                                           | 2020           |
| Phlebiopsis laxa                      | (Sheng H. Wu) Miettinen                             | 2016           |
| Phlebiopsis magnicystidiata           | Y.N. Zhao & S.H. He                                 | 2021           |
| Phlebiopsis membranacea               | Y.N. Zhao & S.H. He                                 | 2021           |
| Phlebiopsis novae-granatae            | (A.L. Welden) Nakasone & S.H. He                    | 2021           |
| Phlebiopsis odontoidea                | C.C. Chen & Sheng H. Wu                             | 2021           |
| Phlebiopsis papyrina                  | (Mont.) Miettinen & Spirin                          | 2016           |
| Phlebiopsis pilatii                   | (Parmasto) Spirin & Miettinen                       | 2016           |
| Phlebiopsis punjabensis               | G. Kaur, Avn.P. Singh & Dhingra                     | 2015           |
| Phlebiopsis sinensis                  | Y.N. Zhao & S.H. He                                 | 2021           |
| Phlebiopsis xuefengensis              | J. Zou                                              | 2021           |
| Phlebiopsis yunnanensis               | C.L. Zhao                                           | 2018           |
| Phlebiopsis yushaniae                 | C.C. Chen & Sheng H. Wu                             | 2021           |